# Salvo Basile
Salvo Basile (Nápoles, 18 de março de 1940) é um ator ítalo-colombiano.

## Filmografia
- Lecciones para un beso - Humberto
- Love in the time of cholera - Major
- La teacher de inglés - Luca
- Las trampas del amor - Edmundo Romano
- Café, con aroma de mujer - Gian Carlo